# Deutscher Schauspielpreis
Der Deutsche Schauspielpreis (bis 2017 Deutscher Schauspielerpreis) wird seit 2012 jährlich vom Bundesverband Schauspiel (bis 2014 Bundesverband der Film- und Fernsehschauspieler) (BFFS) vergeben. Die Preisverleihung fand in den ersten drei Jahren während der Internationalen Filmfestspiele in Berlin statt. Im Jahr 2016 wurden die Preise am 20. Mai im Rahmen einer Gala im Berliner Zoo Palast überreicht. Die Idee zu diesem Preis stammt von Antoine Monot, Jr. sowie Thomas Schmuckert, Hans-Werner Meyer und Antje Meyer. Schmuckert leitete den Schauspielerpreis auch bis zur Verleihung 2016, zusammen mit Meyer.
Seit 2017 wird die Verleihung von der Agentur La Maison ausgerichtet und findet im September statt. Die Leitung hat das Gestaltungsteam des BFFS, bestehend aus Christian Senger, Michael S. Ruscheinsky, Nadine Heidenreich und Hans-Werner Meyer. Bis 2016 bestimmte eine Jury die Preisträger. Nun werden sie direkt durch die Mitglieder des BFFS gewählt. Eine Jury wird über die Nominierungen entscheiden, eine Vorauswahljury wird dazu Empfehlungen aussprechen.
Mit der Verleihung 2017 wurde der Deutsche Schauspielerpreis in Deutscher Schauspielpreis umbenannt.

## Hintergrund
Bei der „Auszeichnung von Schauspielern für Schauspieler“ wird angestrebt, den „besonderen Blickwinkel der Schauspieler und ihre Kennerschaft“ widerzuspiegeln. Geehrt werden sollen „herausragende Schauspieler, Filmschaffende und Wegbegleiter, die mit ihrem Wirken für die schauspielerische Arbeit im vergangenen Jahr in hohem Maße vorbildhaft und inspirierend waren.“ Die Auszeichnung ist undotiert, die Gewinner erhalten eine Skulptur mit den stilisierten Buchstaben „dsp“.

## Verleihungen
Die Preisträgerlisten sind über die verlinkten Jahreszahlen abrufbar.
| Jahr | Ort                         | Juryvorsitz                      | Jurymitglieder |
| ---- | --------------------------- | -------------------------------- | --- |
| 2012 | Maritim Hotel Berlin        | Jasmin Tabatabai                 | Tim Bergmann, Hans-Werner Meyer, Antoine Monot Jr, Thomas Schmuckert, Stefanie Stappenbeck                                                               |
| 2013 | Renaissance-Theater, Berlin | Christina Hecke                  | Steffi Kühnert, Bettina Lamprecht, Tilo Nest, Petra Schmidt-Schaller, Oliver Wnuk                                                                        |
| 2014 | Theater des Westens, Berlin | Heikko Deutschmann               | Esther Esche, Sara Sommerfeldt, Robert Stadlober, Christine Urspruch, David Zimmerschied, Charlene Beck, Thomas Darchinger, Hanno Friedrich, Oliver Wnuk |
| 2015 | Zoo Palast, Berlin          | Ute Lubosch                      | Sinja Dieks, Armin Dillenberger, Ina Paule Klink, Harald Krassnitzer, Heio von Stetten                                                                   |
| 2016 | Zoo Palast, Berlin          | Maren Kroymann                   | Prodromos Antoniadis, Pierre Sanoussi-Bliss, Walter Sittler, Rosalie Thomass, Anne Weinknecht                                                            |
| 2017 | Zoo Palast, Berlin          | Anna Stieblich                   | Nominierungsjury: Angelika Bartsch, Sebastian Faust, Roman Knižka, Harald Krassnitzer, Jerry Kwarteng, Anna Stieblich und Brigitte Zeh                   |
| 2018 | Zoo Palast, Berlin          | Angelika Bartsch                 | Nominierungsjury: Uygar Tamer, Victoria Trauttmansdorff, Gesine Cukrowski, Ann-Kathrin Kramer, Ulf Peter Schmitt und Christian Lex                       |
| 2019 | Zoo Palast, Berlin          | Katja Weitzenböck                | Nominierungsjury: Sheri Hagen, Marcus Off, Anton Rattinger, Aglaia Szyszkowitz, Hans-Jochen Wagner, Katja Weitzenböck und Anne Weinknecht                |
| 2020 | Spindler & Klatt            | Petra Zieser, Wanja Mues         | Nominierungsjury: Wanja Mues, Petra Zieser, Harriet Kracht, Peter Zimmermann, Ulrike Lodwig, Dela Dabulamanzi und Jörg Schüttauf                         |
| 2021 | Spindler & Klatt            | Therese Hämer, Gregory B. Waldis | Nominierungsjury: Sarah Alles, Therese Hämer, Katharina Nesytowa, Murali Perumal, Sebastian Stielke, Gregory B. Waldis und Gustav Peter Wöhler           |
| 2022 | Spindler & Klatt            |                                  | Nominierungsjury: Rainer Bock, Jane Chirwa, Laura Louisa Garde, Eva Meckbach, Ruth Reinecke, Oliver Reinhard und Rainer Strecker                         |
| 2023 |                             |                                  | Nominierungsjury: Elisabeth Degen, Julius Feldmeier, Hanna Jürgens, Dayan Kodua, Harriet Kracht, Dominic Raacke, Kerstin Schweers und Tristan Seith      |
| 2024 | Club Theater Berlin         |                                  | Nominierungsjury: Margarita Broich, Helene Grass, Marion Kracht, David Ruland, Abak Safaei-Rad, Tim Oliver Schultz und Nikolai Will                      |
| 2025 |                             |                                  | Nominierungsjury: Bernhard Bettermann, Julia Bremermann, Nico Dinkel, Stephan Grossmann, Daniela Grubert, Tom Keune und Victoire Laly                    |